# Louis Monneron
Pour les articles homonymes, voir Monneron.
Jean Louis Monneron, dit Monneron des Mortiers, né à Annonay le 12 septembre 1742 et mort au Sénégal le 30 novembre 1805, est un négociant, armateur, banquier et homme politique français, député à l'Assemblée Constituante.

## Famille

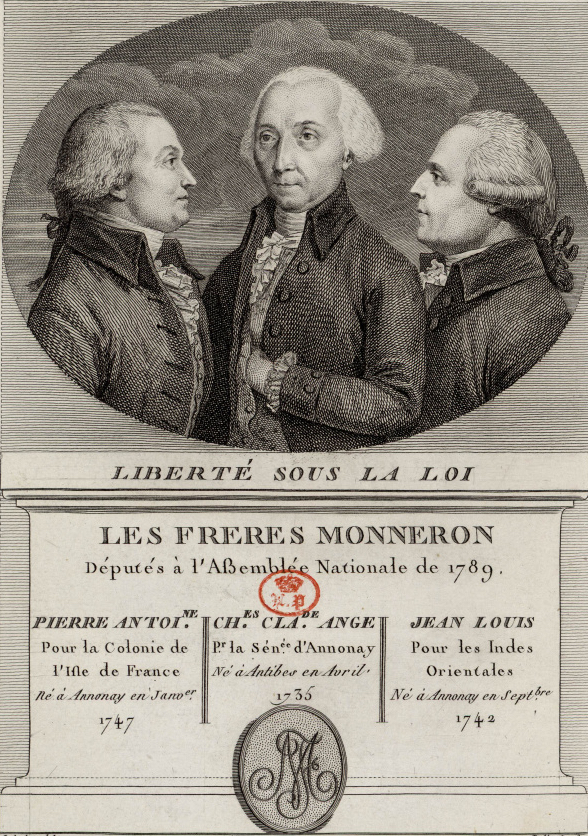
Trois des frères Monneron (De gauche à droite : Pierre-Antoine (1747-1811), Charles-Claude-Ange (1735-1804), Jean-Louis (1742-1805)).

Son frère Pierre Antoine Monneron (1747-1801) fut député  à  l'Assemblée constituante pour l'Île de France. Un autre frère, Joseph François Augustin Monneron (1756-1826) fut député de Paris à l'Assemblée législative et donna sa démission en 1792. Sous le Directoire, Augustin Monneron devint Directeur général de la Caisse des comptes courants. Il fit banqueroute en 1798.

## Biographie
Armateur à l'Île de France avec deux de ses frères, puis à Bordeaux. Ils se firent une position très enviable, et furent assez riches pour avancer au gouvernement espagnol de très fortes sommes qui ne furent jamais remboursées.
Il fut membre des Amis Réunis de Pondichéry (1771). 
Il représenta en 1789 aux États généraux, les Indes orientales (député de Pondichéry). Il est élu député à l'Assemblée nationale le 13 mars 1789  et le restera jusqu'à sa dissolution, le 30 septembre 1791.
Le 11 mai 1791, il s'opposa au décret donnant aux colons l'initiative des lois applicables dans les colonies qui rendait impossible toute émancipation des hommes de couleur.
Plus tard il s'associa à son frère Augustin Monneron pour fonder une banque à Paris, et fut assez heureux pour se retirer de l'association avant sa chute.
Le 26 octobre 1798, comme émissaire, il est chargé d'aller faire respecter la dite Constitution avec, cependant, «les ménagements, la prudence et même la lenteur que les circonstances exigeront». Or l'assemblée réunionnaise ne croit pas en une République conciliante. Elle se refuse à accepter l'abolition et voit toujours la France comme «l'ennemi de la colonie».
En 1798 on le voit également un des fermiers de la poste aux lettres.
Il voyagea comme ses frères et mourut au Sénégal en 1805. Il avait épousé Élisabeth Guignace (de Blois) dont il eut 3 enfants.